# Cribrarula cribraria
Cribrarula cribraria is een slakkensoort uit de familie Cypraeidae. De wetenschappelijke naam van de soort werd gepubliceerd in 1758 door Carl Linnaeus in de tiende editie van Systema naturae.